# Cymothoe
Cymothoe is een afrotropisch geslacht van vlinders uit de Nymphalidae. De soorten van dit geslacht komen vrijwel alleen in bossen voor. Sommige soorten houden zich op in de toppen van de bomen, terwijl andere soorten vaak op de grond gaan zitten en de zonnige plekken opzoeken.

## Soorten
- C. adela Staudinger, 1889
- C. alcimeda Godart, 1823
- C. althea Cramer, 1779
- C. alticola Libert & Collins, 1997
- C. altisidora Hewitson, 1869
- C. amaniensis D'Abrera, 1980
- C. amenides (Hewitson, 1874)
- C. angulifascia Aurivillius, 1898
- C. anitorgis (Hewitson, 1874)
- C. aramis (Hewitson, 1865)
- C. arcuata Overlaet, 1945
- C. aubergeri Plantrou, 1977
- C. aurivillii Staudinger, 1899
- C. baylissi van Velzen et al., 2016
- C. beckeri (Herrich-Schäffer, 1852)
- C. bouyeri Vande weghe, 2011
- C. caenis (Drury, 1773)
- C. capella (Ward, 1871)
- C. caprina Aurivillius, 1898
- C. coccinata (Hewitson, 1874)
- C. colmanti Aurivillius, 1898
- C. collarti Overlaet, 1942
- C. collinsi D'Abrera, 1980
- C. confusa Aurivillius, 1887
- C. consanguis Aurivillius, 1896
- C. coranus Smith, 1889
- C. cottrelli D'Abrera, 1980
- C. crocea Schultze, 1922
- C. cyclades (Ward, 1871)
- C. distincta Overlaet, 1944
- C. dropsyi Overlaet, 1944
- C. dujardini Viette, 1971
- C. egesta Cramer, 1779
- C. eris Aurivillius, 1896
- C. euthalioides Kirby, 1889
- C. excelsa Neustetter, 1912
- C. fontainei Overlaet, 1952
- C. fumana Westwood, 1850
- C. haimodia (Smith, 1887)
- C. harmilla (Hewitson, 1874)
- C. hartigi Belcastro, 1990
- C. haynae Dewitz, 1886
- C. heliada (Hewitson, 1874)
- C. herminia (Smith, 1887)
- C. hesiodina Schultze, 1908
- C. hesiodotus Staudinger, 1889
- C. hobarti Butler, 1900
- C. howarthi Rydon, 1981
- C. hyarbita Hewitson, 1866
- C. hypatha Hewitson, 1866
- C. indamora Hewitson, 1866
- C. infuscata Joicey & Talbot, 1928
- C. isiro Rydon, 1981
- C. jodutta Westwood, 1850
- C. lambertoni Oberthür, 1923
- C. lucasii Doumet, 1859
- C. lurida (Butler, 1871)
- C. mabillei Overlaet, 1944
- C. magambae D'Abrera, 1980
- C. magnus Joicey & Talbot, 1928
- C. megaesta Staudinger, 1890
- C. melanjae Bethune-Baker, 1926
- C. meridionalis Overlaet, 1944
- C. ochreata Smith, 1890
- C. oemilius Doumet, 1859
- C. ogova (Plötz, 1880)
- C. orphnina Karsch, 1894
- C. owassae Schultze, 1921
- C. preussi Staudinger, 1889
- C. radialis Gaede, 1915
- C. rebeli Neustetter, 1912
- C. reginaeelizabethae Holland, 1920
- C. reinholdi (Plötz, 1880)
- C. sangaris Godart, 1824
- C. sassiana Schouteden, 1912
- C. teita Van Someren, 1939
- C. vumbui Bethune-Baker, 1926
- C. weymeri Suffert, 1904
- C. zenkeri Richelmann, 1913
- C. zombana Bethune-Baker, 1926

### Status onduidelijk
- C. hecataea (Hewitson, 1877)